# Claustra Alpium Iuliarum
Die Claustra Alpium Iuliarum (lateinisch für „Sperre in den Julischen Alpen“) waren ein spätrömisches Befestigungssystem auf dem heutigen Staatsgebiet von Slowenien (Region Ober-/Innerkrain), Kroatien (Rijeka), Italien (Region Friaul-Julisch Venetien) und Österreich (ein kleiner Abschnitt bei Rattendorf in Kärnten).
Das insgesamt mehr als 80 km lange Wallsystem verlief durch die Karstlandschaft im Westen Sloweniens und sicherte vom 3. bis zum 5. Jahrhundert n. Chr. die Kernprovinzen des römischen Imperiums. Die Überreste der Claustra gelten als das flächenmäßig größte römische Bodendenkmal in Slowenien. Ihre Befestigungen sollten vor allem eine wichtige Verbindungsstraße nach Italien, die Via Gemina, und den Passübergang im Birnbaumer Wald vor Einfällen potentieller Invasoren schützen. Sie sicherten in weiterer Folge auch die Pforte von Postojna, eine der verkehrsreichsten Landverbindungen zwischen dem westlichen und östlichen Teil des Römischen Reiches. Das Wallsystem wurde auch mehrmals bei antiken Autoren, zum Beispiel Herodian und Prosper Tiro von Aquitanien, erwähnt.

## Lage und Straßenverbindungen

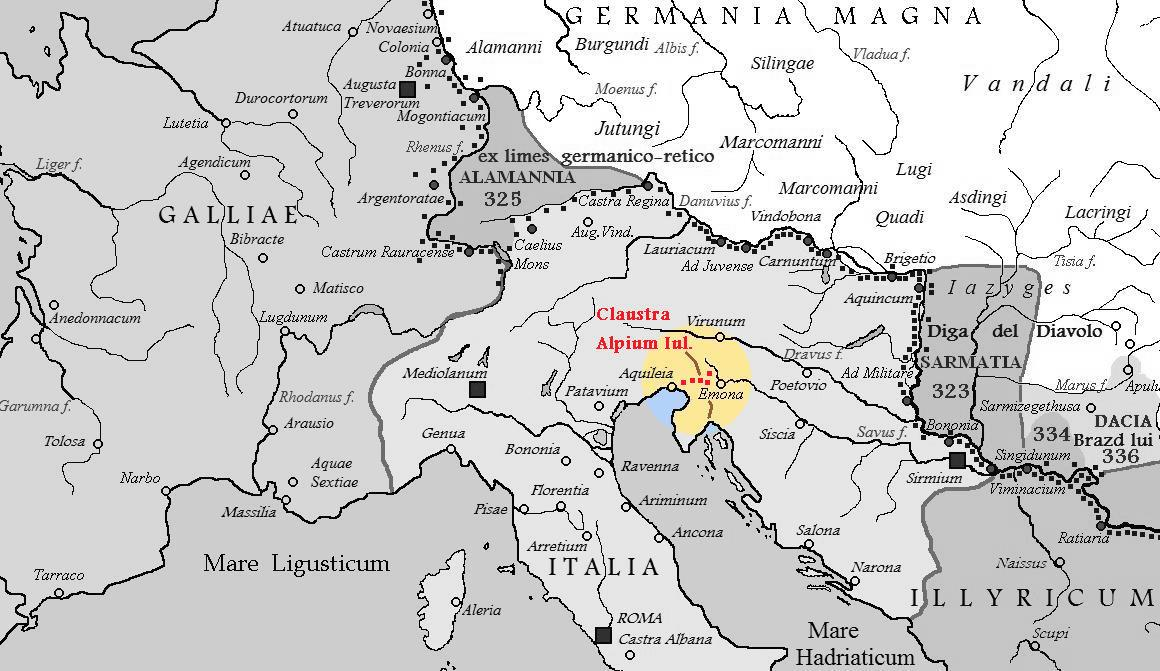
Lage der Claustra Alpium Iuliarum

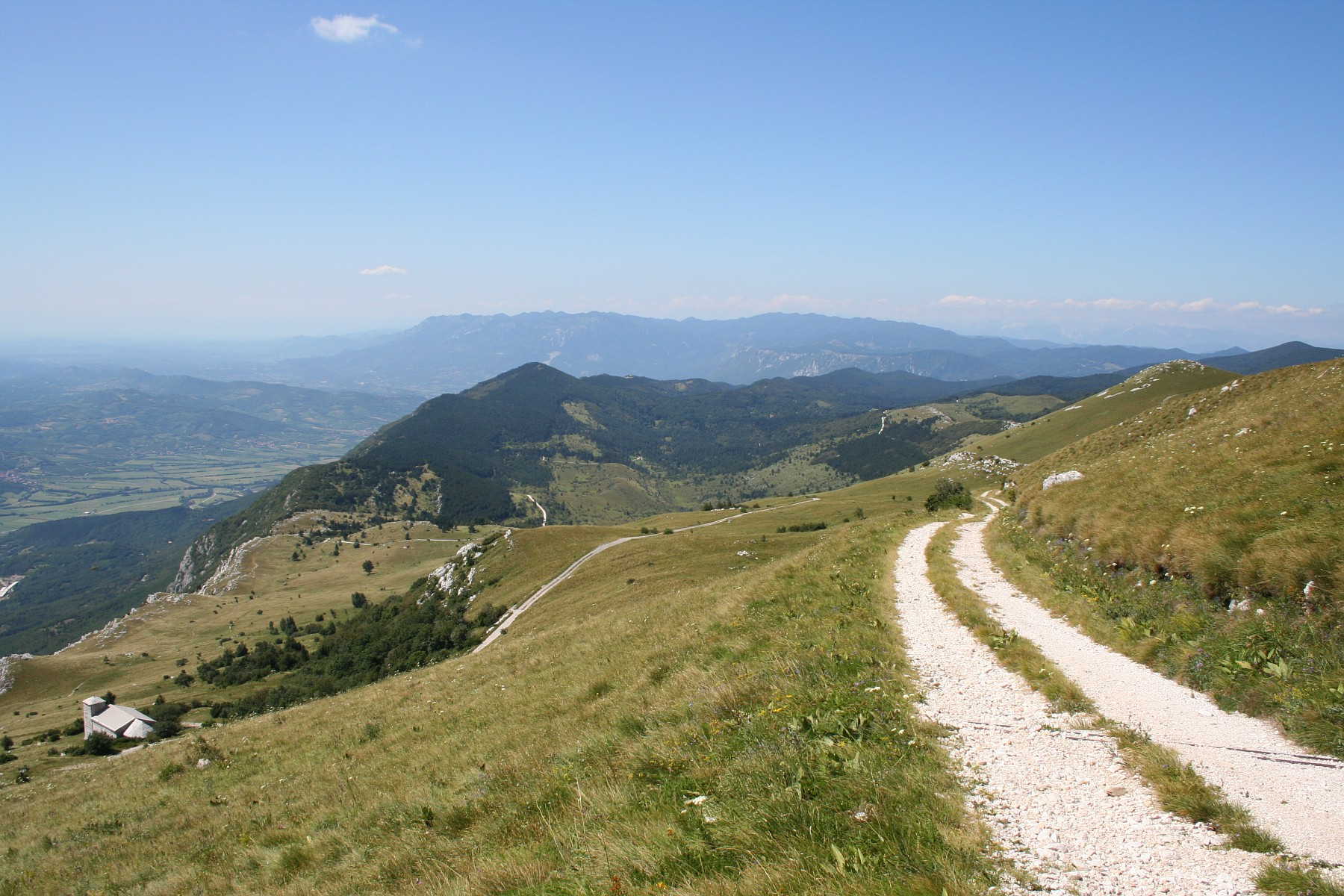
Blick vom Nanos-Gebirge auf den Birnbaumer Wald

Die Sperrzone der Claustra Alpium Iuliarum erstreckte sich nach der Provinzreform unter Kaiser Diokletian (um 300 n. Chr.) über drei römische Provinzen:
- Noricum mediterraneum im Nordosten,
- Venetia et Histria im Südwesten und
- Dalmatia im Osten.

Die Kastelle der Claustra lagen entlang der Via Gemina, einer schon unter Augustus durch das Karst-Gebirge errichteten Militärstraße, die unter anderem die Städte Emona (Ljubljana), Forum Iulii (Cividale del Friuli) und Tergeste (Triest) mit dem Donauhafen Siscia in Pannonien verband und so die Strecke nach Aquileia um zwei Reisetage verkürzte. Die Straße war stellenweise mit teilweise in den Fels gehauenen oder im Laufe der Zeit ausgefahrenen Geleiserillen und Treppenstufen für die Lastenträger und Tragtierkolonnen versehen. Mittelpunkt der Claustra war das Ocra-Gebirge (Nanos und Umgebung) mit dem Kastell Ad Pirum im Birnbaumer Wald (slowenisch Hrušica, italienisch Selva del Pero), einem etwa 100 km² großen Kalksteinplateau am südöstlichen Rand der Ostalpen.
In der Tabula Peutingeriana wird Ad Pirum mit in alpe Iulia bezeichnet („in Alpe“ ist die Bezeichnung von Passstationen) und befindet sich am Hrušica-Pass zwischen Castra fluvio frigido (Ajdovščina) und der Herberge (mansio) von Longatico (Logatec). Im Itinerarium Burdigalense, dem Reisehandbuch eines anonymen christlichen Pilgers aus dem Jahre 333, wird Ad Pirum als Etappenstation angeführt.

## Entwicklung

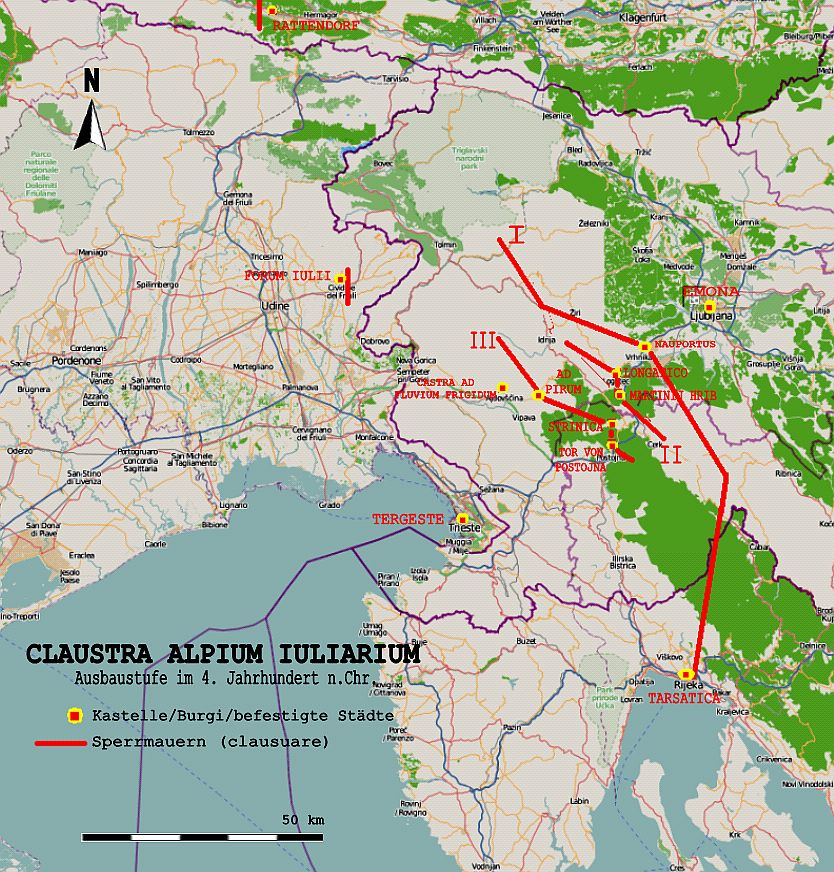
Lageskizze der Kastelle und Sperrmauern, Ausbaustufe im 4. Jahrhundert n. Chr.

Illustration des Tractus Italiae circa Alpes in der Notitia Dignitatum. Die beiden mittig abgebildeten, mit Türmen bewehrten Wälle stellen möglicherweise die Claustra Alpium Iuliarum dar

Die Region war bereits seit dem Neolithikum besiedelt, wie die Überreste von befestigten Höhensiedlungen in Logaško schließen lassen. Die größte von ihnen war die von Velike Bukve auf dem Tabor von Gornji Logatec. In der Antike führte durch diese Region auch ein Abschnitt der Bernsteinstraße, die die Ostsee mit dem Handelszentrum Aquileia in Nordostitalien verband.
Die ersten Verschanzungen (Wallanlagen und Wachtürme) gehen auf das Jahr 6 n. Chr. zurück und entstanden als Reaktion auf den großen Pannonischen Aufstand, der das Kernland des Römischen Reiches massiv bedroht hatte. Seit dem 1. Jahrhundert n. Chr. gab es auf dem Birnbaumer Pass eine Poststation für den cursus publicus, ab dem 2. Jahrhundert auch einen Stützpunkt der Benefiziarier. Eine Reise auf dieser Passstraße war ohne Begleitschutz offensichtlich eine gefährliche Angelegenheit, wie die Inschrift eines bei Ajdovščina aufgefundenen Grabsteins eines Centurios der Legio XIII Gemina, Antonius Valentinus, berichtet. Die Region um die Claustra Alpium Iuliarum war im Laufe der Jahrhunderte auch immer wieder Schauplatz von kriegerischen Auseinandersetzungen. Die Befestigungsanlagen konnten 169/170 die Markomannen auf ihren Marsch nach Aquileia nur kurz aufhalten, das sie anschließend belagerten. Das benachbarte Opitergium (Oderzo) wurde von ihnen vollständig zerstört. Als Reaktion darauf wurde vorübergehend eine Militärzone, die Praetentura Italiae et Alpium eingerichtet. Zuständig hiefür war der ehemalige Konsul Quintus Antistius Adventus, der auch das Kommando über die in dieser Zeit in Italia neu aufgestellten Legionen (Legio II und III Italica) innehatte. Diese Militärzone umfasste die regio decima, das östliche Friaul und Emona (Ljubljana), das südöstliche Noricum mit der Stadt Celeia (Celje) und den Südosten der Pannonia Inferior um die Stadt Poetovio (Ptuj). Sie sollte die Straße von Aquileia nach Emona sichern, die ein Teil der Bernsteinstraße war. Die Militärzone wurde 171 wieder aufgelöst. Die Alamannen konnten bei ihrem Einfall im Jahr 271 die claustra anscheinend problemlos überwinden und dabei ebenfalls bis weit nach Norditalien vordringen. Der massive Endausbau zur Verstärkung der Sperrwerke begann ab dem Jahr 284 unter Diokletian und Konstantin I., Anlass war wohl der Plünderungszug der Alamannen 13 Jahre zuvor.
Im 4. Jahrhundert wurden die Truppen und Befestigungen der Wallzone und Oberitaliens in einem eigenen Militärbezirk, dem Tractus Italiae circa Alpes, zusammengefasst. Die claustra bewährten sich aber offensichtlich nur in Bürgerkriegen. Im Jahre 351 konnte der Usurpator Magnentius den Einmarsch von Constantius II. in Italien verhindern, indem er dessen Armee – vermutlich im Birnbaumer Wald – in einen Hinterhalt lockte und nach einem kurzen Gefecht bei Atrans (Trojane) zum Rückzug nach Pannonien zwang. 394 unternahm Theodosius I., Kaiser im Osten des Reiches, mit 100.000 Mann einen Feldzug gegen seinen westlichen Widersacher Eugenius, der unter anderen vom Senat in Rom unterstützt wurde. Archäologische Hinweise sprechen dafür, dass Theodosius’ Armee, vom Magister militum Stilicho geführt, in der sich auch ein Kontingent von 20.000 Goten unter Alarich I. befand, die Festung Ad Pirum belagerte und bald darauf auch einnahm. Einer anderen Darstellung zufolge war die Passhöhe schon vor Ankunft der östlichen Truppen vom westlichen Heer wieder geräumt worden. Der Kaiser soll danach die Nacht betend im Kastell verbracht haben. Die nachfolgende Auseinandersetzung, die Schlacht am Frigidus, wurde zwischen Castra fluvio frigido und Ad Pirum ausgetragen. In diesem besonders für den Westen äußerst verlustreichen Kampf triumphierte Theodosius über seinen Rivalen und die Reichseinheit konnte zum letzten Mal und auch nur für kurze Zeit wiederhergestellt werden.
In der Zeit der Völkerwanderung im frühen 5. Jahrhundert n. Chr. verlor das Sperrsystem seine militärische Funktion und der Birnbaumer Wald wurde von verschiedenen Völkern als Einfallstor nach Italien benutzt. Besonders Alarich hatte auf dem Feldzug gegen Eugenius das Terrain und die Schwächen der Verteidigungsanlagen gründlich studieren können. Zwischen den Jahren 401 und 409 marschierte er deswegen mit seiner Gotenarmee wiederholt über den Birnbaumer Pass in Italien ein (Plünderung Roms (410)). Im Jahre 452 zogen auch Attilas Hunnen über den Birnbaumer Wald und zerstörten dabei das Kastell von Ajdovščina. Theoderich der Große traf 489 auf seinem Eroberungszug nach Italien dort ebenfalls auf keinen Widerstand, denn Odoaker stellte sich ihm erst an der Brücke über den Isonzo entgegen. Zuletzt fielen 568 die Langobarden unter Alboin über den Birnbaumer Wald in Norditalien ein.

## Forschungsgeschichte

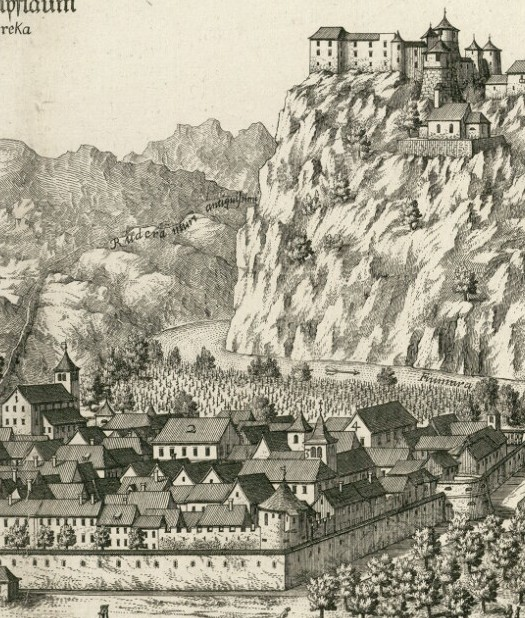
Detail der Stadtansicht Rijekas in dem Werk Die Ehre dess Hertzogthums Crain (1689); entlang der Berghänge im Hintergrund ist ein Teilstück der Claustra Alpium Iuliarum eingezeichnet und mit dem Schriftzug „rudera muri antiquissimi“ („Ruinen einer sehr alten Mauer“) versehen

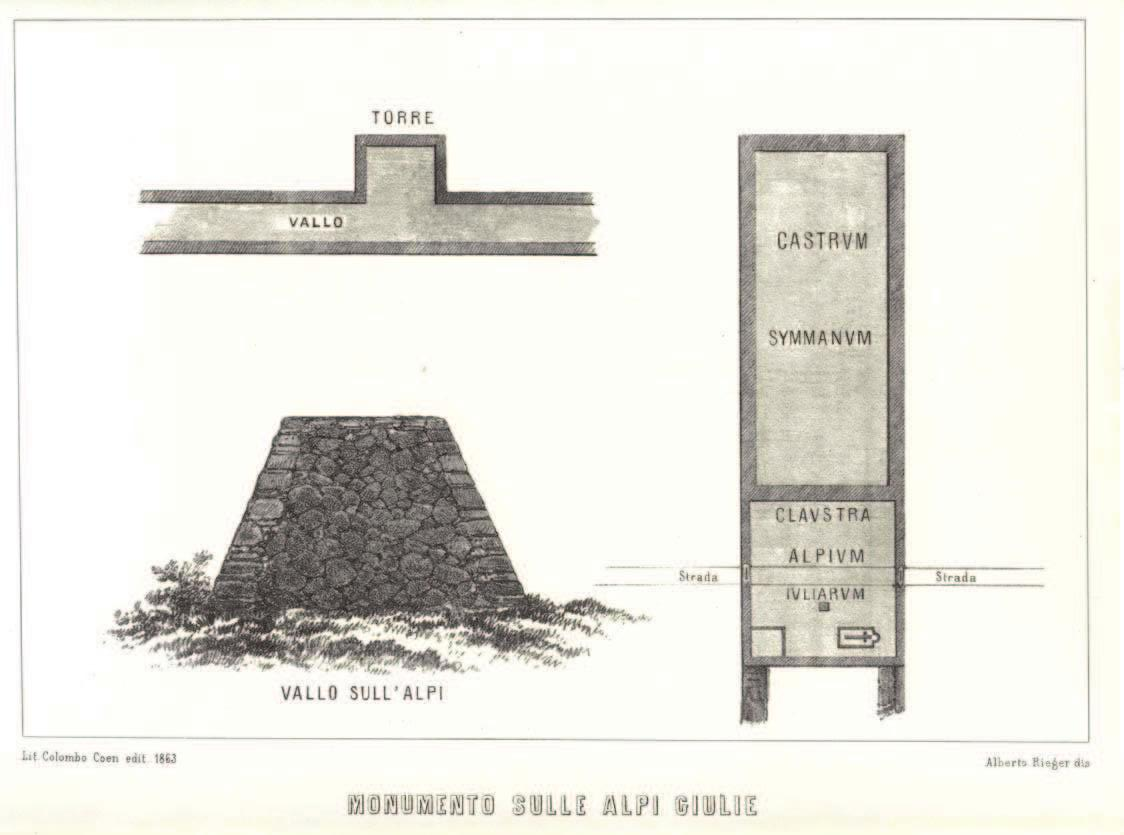
Darstellung der Sperrwerke von 1863

Das älteste nachantike Zeugnis für die Claustra Alpium Iuliarum ist eine gefälschte Urkunde, die im 15. Jahrhundert aufgezeichnet und dabei als Schenkung des ungarischen Königs Béla IV. (regierte 1235–1270) ausgegeben wurde. Darin wird die Adelsfamilie Frankopan mit der Region Vinodol beschenkt, von der in dem Text nur die Westgrenze genauer definiert wird. Dieser Grenzabschnitt entspricht genau einem Teil der Claustra Alpium Iuliarum, die in der Urkunde auch zwei Mal als Mauer (lateinisch murus) erwähnt werden und folglich im Spätmittelalter noch stellenweise in der Landschaft gut sichtbar waren. Vereinzelte weitere Erwähnungen der römischen Festungsanlage datieren in die frühe Neuzeit, ohne dass bis ins späte 19. Jahrhundert die Zusammengehörigkeit der einzelnen Anlagen zu einem spätantiken Verteidigungssystem erkannt worden wäre.
Die Ruinen der Festung Ad Pirum wurden in der Zwischenkriegszeit von österreichischen Archäologen ausgegraben und im Anschluss daran von ihren italienischen Kollegen konserviert. Zwischen 1971 und 1973 fanden weitere slowenisch-deutsche Ausgrabungen auf der Passhöhe des Birnbaumer Waldes statt. Untersucht wurden dabei vor allem ein Teil der Innenfläche und das Osttor des Kastells. Auch eine Toranlage der äußeren Verteidigungswälle im Südosten des Kastells wurde erforscht. Die Militariafunde stammen zum großen Teil aus der Mitte und der zweiten Hälfte des 4. Jahrhunderts. Der bemerkenswerteste dieser Funde war das Bruchstück eines römischen Paradebrustpanzers aus dem 3. Jahrhundert, der in der Umgebung der Festung entdeckt wurde. Die Burgi von Lanišče und Martinj Hrib sowie ein Wallabschnitt bei Logatec/Longaticum wurden von slowenischen Archäologen in den 1970er Jahren freigelegt und restauriert. Das Fundmaterial aus Martinj Hrib stammt größtenteils aus dem späten 4. Jahrhundert.

## Wallsystem, Kastelle und Burgi

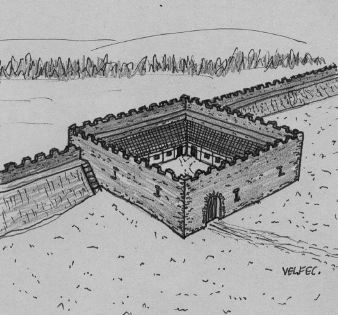
Rekonstruktionsversuch des Burgus von Lanišče, 4. Jahrhundert n. Chr.

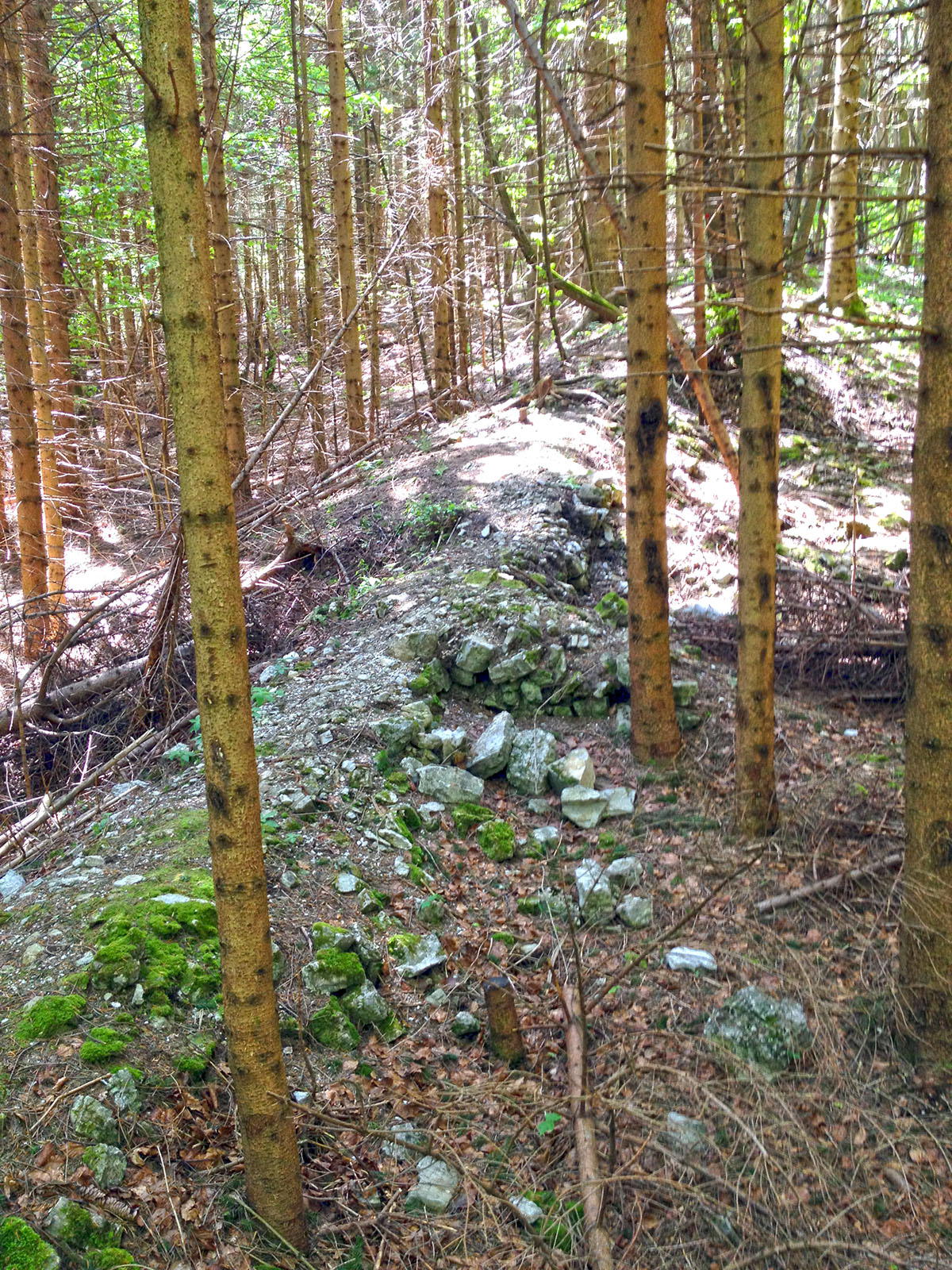
Mauerreste bei Rakitna

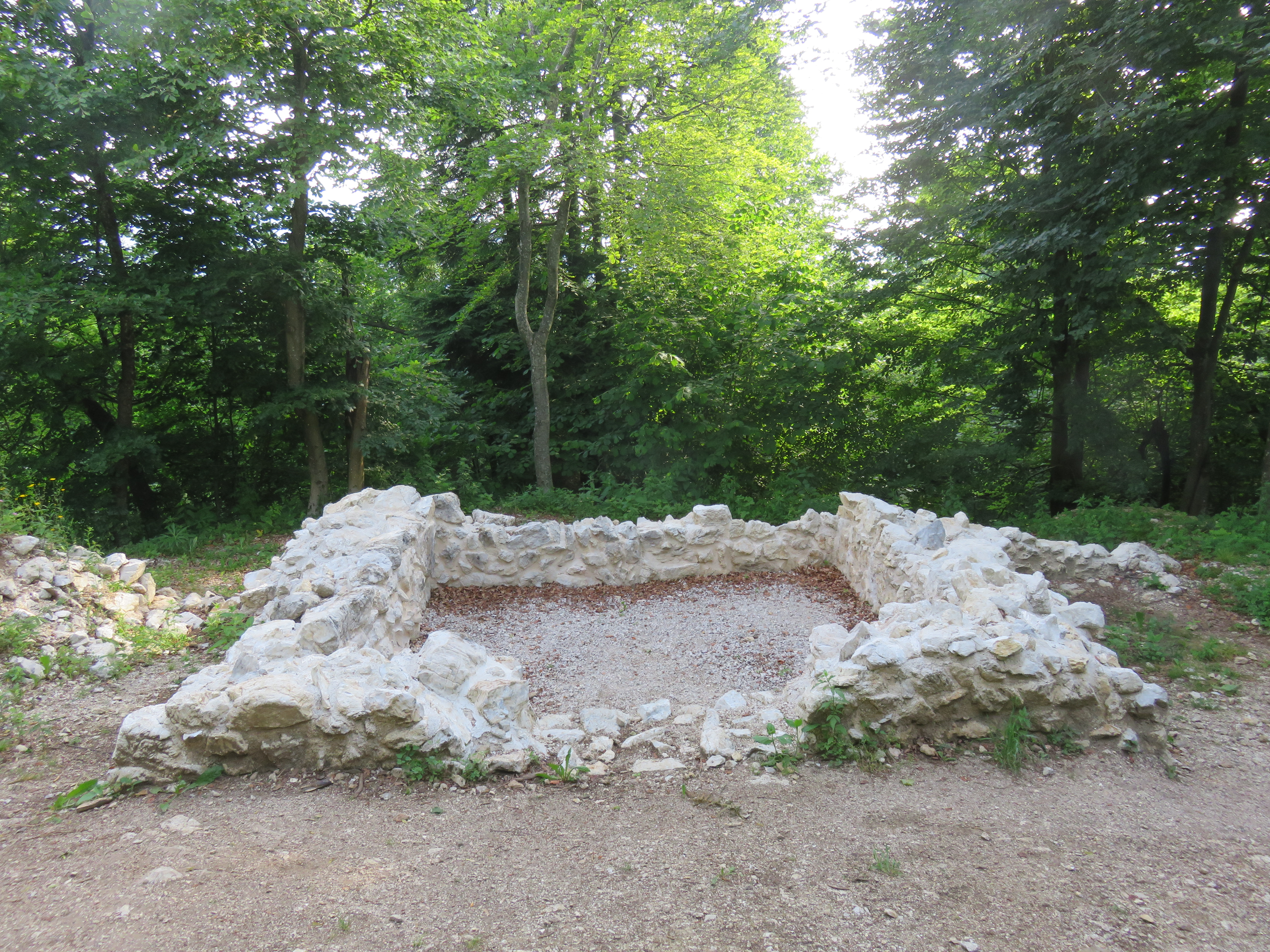
Wachturm bei Strmica/Vrhnika (SLO)

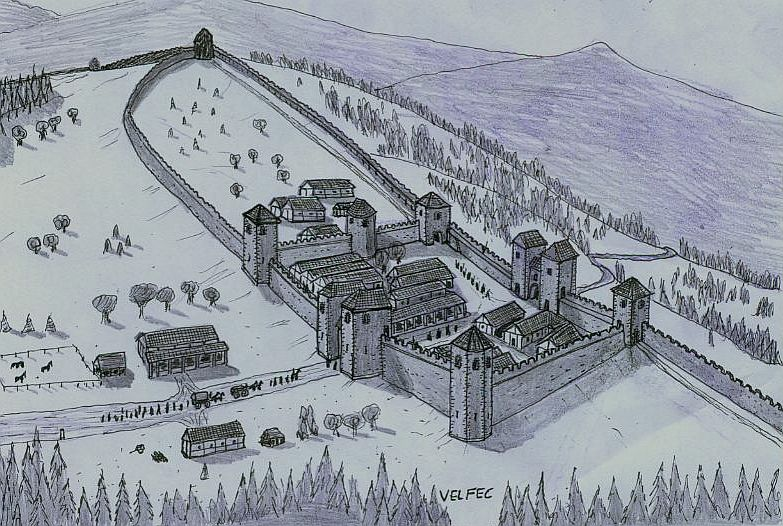
Rekonstruktionsversuch des Kastells Ad Pirum, 4. Jahrhundert n. Chr., Blick aus NO

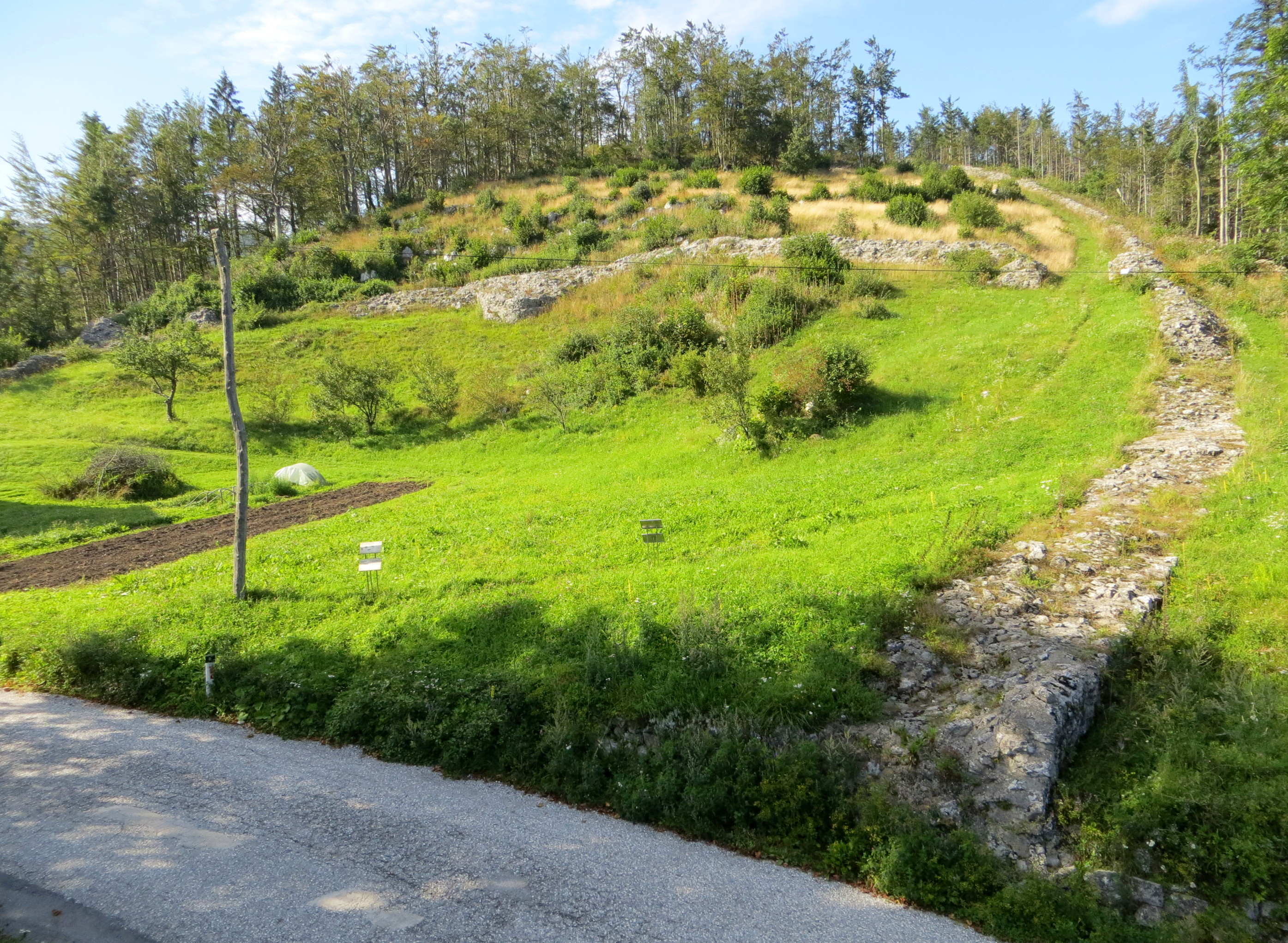
Überreste des Kastells Ad Pirum auf der Passhöhe des Birnbaumer Waldes

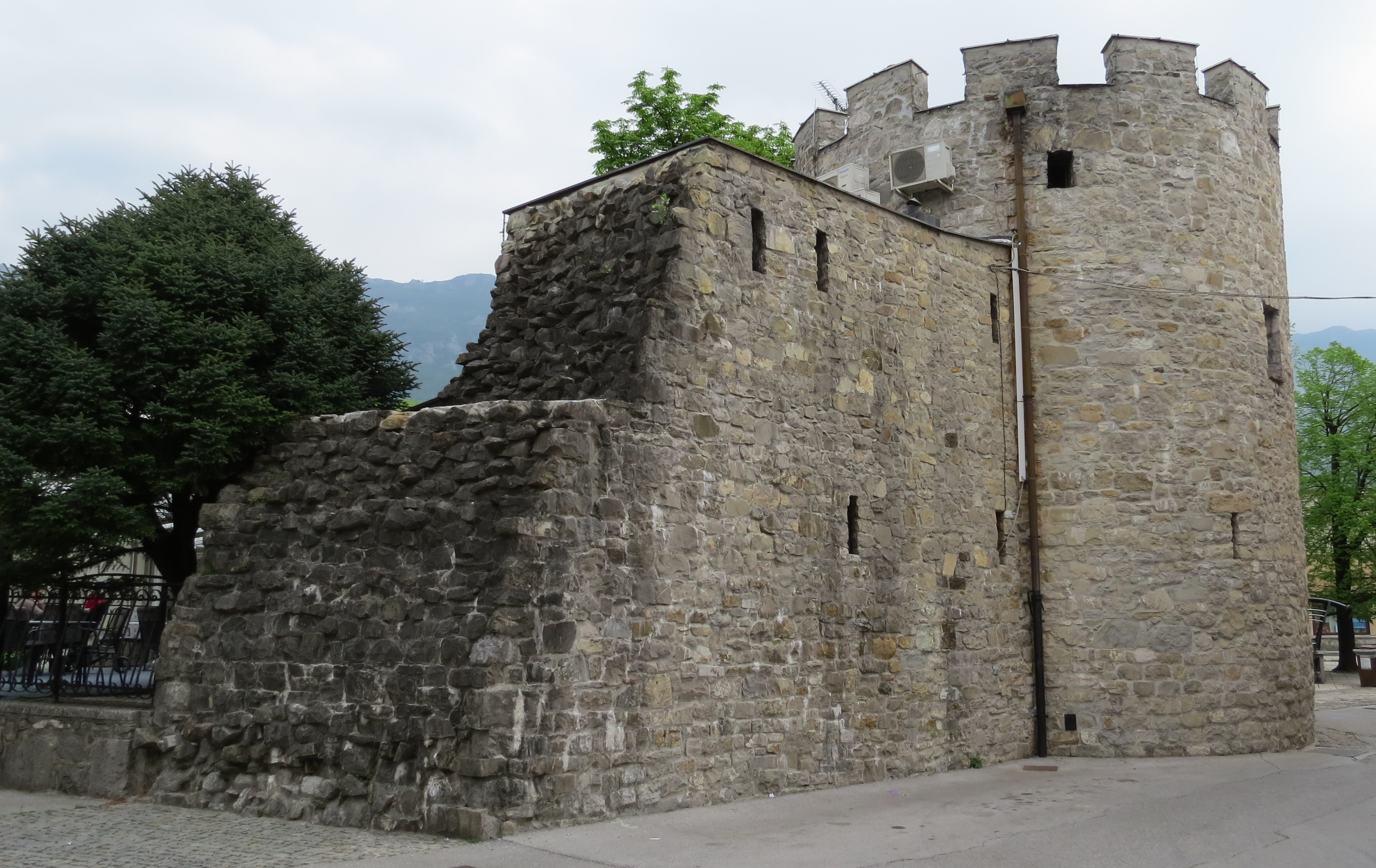
Römische Mauerreste in Ajdovščina

Die spätantike Ausführung des Dreifach-Wallsystems entstand vermutlich nicht in einem Zug, sondern in mehreren Ausbaustufen. Die Strategen entschieden sich dabei aber nicht für den Bau einer Mauerlinie nach Art des Hadrianswalls in Britannien, sondern für ein System aus drei hintereinander angelegten Mauern mit Kastellen und Wachtürmen an den am meisten gefährdeten Durchgangsstellen.
Die Kastellkette entlang der Via Gemina begann im Westen beim Kastell von Ajdovščina im Vipava-Tal und endete im Osten bei Nauportus (heute Vrhnika). Die Sperrwerke bezogen auch befestigte Orte wie Forum Iulii (Cividale del Friuli, slow. Čedad) und Tarsatica (Rijeka) ein und sicherten – neben der Pforte von Postojna – auch die Hügelketten südlich von Emona (Ljubljana) und das Tal der Idrijca, wo sie ihren Endpunkt erreichten.
Insgesamt konnten drei Sperrlinien festgestellt werden:
* Aufzählung erfolgt von Ost nach West
| ON/Name  | Beschreibung/Kastelle/Wachtürme |
| -------- | --- |
| Wall I   | Er verlief westlich des Logarska Beckens und markierte die Linie Tarsatica-Idrijcawo-Tal. An seiner Mauer wurde im Abstand von ca. 100 Meter jeweils ein Wach/Signalturm errichtet. Der südöstliche Ausgangspunkt des Wallsystems, die liburnische Hafenstadt Tarsatica (Trsat östlich von Rijeka), ein ehemaliges Oppidum der tribus (Stamm) Sergia, lag östlich der Halbinsel Istria an der Küste der Adria. Sie wird auch bei Plinius dem Älteren, in der Tabula Peutingeriana und dem Itinerarium Antonini genannt. |
| Wall II  | Er sperrte das Umland und den Durchgang bei Longatico. Wichtige Militärstützpunkte an diesem Wallabschnitt waren die Burgi von Martinj Hrib und Lanišče. Sie entstanden wohl in valentinianischer Zeit. Letzterer überwachte eine separate Straßenverbindung nach Italien. Um das Jahr 388 dürften sie zerstört und danach aufgegeben worden sein. |
| Wall III | Er sicherte den Talabschnitt am sogenannten Postonja-Tor, den in 858 m Seehöhe gelegenen Scheitelpunkt der Via Gemina und das Gebiet des Birnbaumer Waldes, das schon allein aufgrund seiner Topographie schwer zugänglich und deshalb auch mit wenigen, gut geführten Soldaten erfolgreich verteidigt werden konnte, da ein schnelles Vordringen mit einer größeren Armee nur über die Passstraße möglich war. Seine Schlüsselposition war das direkt auf der Passhöhe angelegte Kastell von Ad Pirum (= „der Birnenhügel“ oder auch “beim Birnbaum gelegen”). Der Ortsname leitete sich aber nicht von der Baumfrucht, sondern wohl vom griechischen Terminus für Feuer ab, was wiederum auf einen Wach/Signalturm hinweist, der hier möglicherweise vorher gestanden hatte. Die ältesten Funde weisen jedoch auf eine Straßenstation des 1. oder 2. Jahrhunderts n. Chr. als Vorgängerbau hin. Ad Pirum war ständig mit ca. 100–500 Mann besetzt, seine äußeren Ringwälle umschlossen ein Areal, das im Ernstfall zusätzlich mehreren tausend Mann eine Zuflucht bieten konnte. Nach den Fundmünzen zu schließen, dürfte mit dem Bau der Verteidigungswälle und des Kastells im späten 3. Jahrhundert n. Chr. begonnen worden sein. Das Kastell war 250 m lang, 75 m breit und von einer 2,70 m breiten und 8 m hohen Mauer umgeben. Das Osttor wurde durch zwei massive, vorkragende Flankentürme von etwa 10 m Höhe geschützt. Der Abbruch der Münzreihe zwischen 388 und 401 lässt vermuten, dass das Kastell um diese Zeit endgültig zerstört und verlassen wurde. Zur gleichen Zeit dürfte auch das Kastell Castra ad fluvium frigidum/Ajdovščina entstanden sein. Sein späterer Name leitet sich von „ajdi“ (= Giganten) ab, vermutlich eine Anspielung auf die spätrömischen Baureste, von denen heute noch ein fast vollständig erhalten gebliebener Rundturm zu sehen ist. Ein weiterer wichtiger Militärstützpunkt an diesem Wall lag bei Strmica. |

## Garnison
Laut der Notitia dignitatum zählten die Besatzungstruppen, Wallanlagen und Kastelle zum Militärbezirk des Tractus Italiae circa Alpes und standen vielleicht zeitweise unter dem Befehl eines Comes Italiae.

## Denkmalschutz
Slowenien: Die archäologischen Stätten und Zonen in Slowenien sind durch diesbezügliche Gesetze und Einzelverordnungen als streng geschützte Örtlichkeiten ausgewiesen. Die Ausfuhr archäologischer Gegenstände ist verboten und bedarf vorab einer behördlichen Lizenzierung. Ungenehmigtes Nachgraben ist untersagt. An antiken Objekten verursachte Beschädigungen und Zerstörungen werden mit Freiheitsstrafen zwischen fünf bis acht Jahren geahndet. (StGB, Artikel 223). Die Ausfuhr archäologischer Hinterlassenschaften ohne Genehmigung der zuständigen Behörde wird mit einer Freiheitsstrafe von drei bis fünf Jahren belegt. (StGB, Artikel 222) Die nationalen Denkmäler fallen in die Zuständigkeit des – an das Kulturministerium angeschlossenen – Slowenischen Institutes zum Schutz des kulturellen Erbes (ZVKDS).
Kroatien: Archäologische Funde und Stätten sowie archäologische Zonen, Landschaften und Teile davon sind Kulturgüter der Republik Kroatien und genießen besonderen Schutz. Zuständig ist die Kroatische Verwaltungsbehörde für Denkmalschutz im Ministerium für Kultur in Zagreb. Den Schutz regelt das auf Artikel 89 der Kroatische Verfassung erlassene Gesetz Nr. 01-081-99-1280/2 vom 18. Juni 1999 mit seinen nachfolgenden Ergänzungen und Änderungen. Beschädigung, Zerstörung und der Diebstahl von Kulturgütern ist sofort, aber spätestens am nächsten Tag der zuständigen Behörde zu melden. Unangemeldete Grabungen sind verboten, Verstöße gegen die Ausfuhrregelungen werden im schwersten Fall als Verbrechen, im leichtesten Fall als Vergehen im Sinne der kroatischen Gesetzgebung gerichtlich geahndet.